# Dermacentor dissimilis
Dermacentor dissimilis är en fästingart som beskrevs av Cooley 1947. Dermacentor dissimilis ingår i släktet Dermacentor och familjen hårda fästingar. Inga underarter finns listade i Catalogue of Life.